# Toriyama Akira
Toriyama Akira (鳥山 明 (Điểu-Sơn Minh) 5 tháng 4 năm 1955 – 1 tháng 3 năm 2024) là một họa sĩ và tác giả truyện tranh người Nhật Bản, nổi tiếng với tác phẩm Dr. Slump và Dragon Ball. Nét vẽ của ông có ảnh hưởng từ hai bộ Astro Boy (Osamu Tezuka) và 101 con chó đốm (Walt Disney).
Lần đầu tiên ông đạt được sự công nhận rộng rãi khi tạo ra bộ truyện tranh nổi tiếng Dr. Slump , trước khi tiếp tục sáng tác Dragon Ball (tác phẩm nổi tiếng nhất của anh ấy) và đóng vai trò là nhà thiết kế nhân vật cho một số trò chơi điện tử nổi tiếng như loạt phim Dragon Quest, Chrono Trigger và Blue Dragon. Toriyama được coi là một trong những tác giả quan trọng nhất trong lịch sử manga với các tác phẩm của ông có sức ảnh hưởng lớn và nổi tiếng, đặc biệt là Dragon Ball, tác phẩm được nhiều họa sĩ manga coi là nguồn cảm hứng. Ông đã giành được Giải thưởng Manga Shogakukan năm 1981 cho manga shōnen hay nhất với Dr. Slump, và nó đã bán được hơn 35 triệu bản tại Nhật Bản. Nó đã được chuyển thể thành một bộ anime thành công, với anime thứ hai được ra mắt vào năm 1997, 13 năm sau khi manga kết thúc. Bộ truyện tiếp theo của ông, Dragon Ball, trở thành một trong những manga nổi tiếng và thành công nhất trên thế giới, bán được 260 - 300 triệu bản trên toàn thế giới tính đến năm 2019. Ở nước ngoài, anime chuyển thể từ Dragon Ball đã thành công hơn manga và được cho là đã thúc đẩy sự phổ biến của anime ở thế giới phương Tây.

## Sự nghiệp
Ông khởi đầu với tác phẩm Wonder Island (1979) được đăng trên Weekly Shonen Jump. Tại đây, sự nghiệp của ông bắt đầu tỏa sáng với bộ Dr. Slump. Năm 1982, ông giành giải thưởng Shogakukan Manga Award cho bộ này với giải manga cho thể loại shounen và shoujo hay nhất năm.
Dr. Slump, được đăng nhiều kỳ trên tạp chí Weekly Shōnen Jump từ năm 1980 đến năm 1984, đã thành công rực rỡ và đưa Toriyama trở thành một cái tên quen thuộc. Phim kể về cuộc phiêu lưu của một giáo sư biến thái và người máy nhỏ bé nhưng siêu mạnh Arale của ông. Một bản chuyển thể anime bắt đầu được phát sóng cùng năm đó, trong khung giờ giờ cao điểm lúc 19:00 Thứ Tư trên Fuji TV. Các bản chuyển thể từ tác phẩm của Toriyama sẽ chiếm khoảng thời gian này liên tục trong 18 năm — cho đến Dr. Slump phần đầu tiên, Dragon Ball và hai phần tiếp theo của nó, và cuối cùng là phần khởi động lại Dr. Slump kết thúc vào năm 1999. Đến năm 2008, Dr. Manga Slump đã bán được hơn 35 triệu bản tại Nhật Bản.
Mặc dù Dr. Slump rất nổi tiếng, Toriyama muốn kết thúc bộ truyện trong vòng khoảng sáu tháng kể từ khi tạo ra nó, nhưng nhà xuất bản Shueisha sẽ chỉ cho phép ông làm như vậy nếu ông đồng ý bắt đầu một series khác cho họ ngay sau đó. Vì vậy, ông đã làm việc với Torishima trên một số one-shots cho tuần san Weekly Shōnen Jump và nguyệt san Fresh Jump. Năm 1981, Toriyama là một trong mười nghệ sĩ được chọn để tạo tác phẩm dài 45 trang cho cuộc thi Lựa chọn của độc giả Weekly Shōnen Jump. Manga Pola & Roid của ông đã giành vị trí đầu tiên. Toriyama lại được chọn tham gia cuộc thi vào năm 1982 và gửi Mad Matic. Oneshot Pink của anh đã được xuất bản trên tạp chí Fresh Jump số tháng 12. Được chọn tham gia cuộc thi Lựa chọn của độc giả Weekly Shōnen Jump' lần thứ ba, Toriyama đã xui xẻo khi giành được vị trí đầu tiên và phải làm việc trong dịp đầu năm mới trên Chobit. Tức giận vì nó không được ưa chuộng, Toriyama quyết định thử lại và tạo ra Chobit 2 (1983).
Torishima gợi ý rằng, vì Toriyama thích phim kung fu nên anh ấy nên tạo một manga kung fu shōnen. Điều này dẫn đến hai phần Dragon Boy, được xuất bản trên tạp chí Fresh Jump số tháng 8 và tháng 10 năm 1983. Nó kể về một chàng trai thông thạo võ thuật hộ tống một công chúa trên hành trình trở về quê hương. Dragon Boy được đón nhận nồng nhiệt và phát triển thành loạt phim Dragon Ball vào năm 1984. Nhưng trước đó, Cuộc phiêu lưu của Tongpoo đã được xuất bản trên tạp chí Weekly Shōnen Jump số 52 năm 1983 và cũng chứa các yếu tố sẽ có trong Dragon Ball '.

logo bộ manga Dragon Ball

Năm 1984, ông cho ra mắt bộ Dragon Ball và tạo nên một cú sốc lớn – 35 triệu bản đã được tiêu thụ chỉ riêng ở Nhật Bản. Hơn thế nữa, tác phẩm lọt vào hàng top truyện bán chạy nhất với trên 500 triệu bản trên toàn thế giới. Ngay cả ở Mỹ và các nước Mỹ Latinh đó, bộ truyện cũng rất thành công. Dragon Ball là một bộ Anime nổi tiếng bậc nhất thế giới, một trong những bộ Manga được tiêu thụ nhiều nhất mọi thời đại.
Ngày nay, Toriyama như được biết đến bởi tác phẩm này. Trong suốt thời gian xuất bản, tạp chí Jump như đang ở trong thời đại hoàng kim bởi doanh số bán luôn cao chót vót. Sau thành công, ông vẫn tiếp tục vẽ bộ này từ năm 1984 đến năm 1995. Suốt thời gian đó, ông đã cho ra mắt 519 chapters - tức 42 volumes. Mỗi vol đều xấp xỉ 200 trang. Ngoài ra, bộ truyện còn được làm thành nhiều thứ khác nhau như anime, vật dụng, games,...cho mãi đến nay vẫn rất thịnh hành. Khi ông quyết định dừng vẽ bộ này, người biên tập đồng tình và nói với mọi người "anh ta sẽ còn tìm thấy những hướng đi mới". Tác giả của bộ truyện nổi tiếng Bleach cũng là người được ông động viên để có những thành công ngày nay. Bộ truyện kế tục Dragon Ball Z sau đó cũng cực kỳ nổi tiếng, theo chân Goku khi trưởng thành và nổi bật với những trận chiến cường độ cao cũng như nỗ lực không ngừng nghỉ của Goku để trở thành người mạnh nhất. Bộ truyện cũng đã được chuyển thể từ một số trò chơi điện tử nổi tiếng và tiếp tục phát hành một số loạt phim hoạt hình và phim chiếu rạp mới cho đến bộ phim nổi tiếng trong năm 2022 Dragon Ball Super: Super Hero.
Trong sự nghiệp của mình, Toriyama có thiết kế cho nhân vật trong series game RPG nổi tiếng Dragon Quest. Trước đó cũng có một game là Chrono Trigger cũng đạt được thành công lớn. Một số game khác mà ông có tham gia: Tobal No.1-2, Blue Dragon. Sau đó ông tiếp tục sự nghiệp sáng tác truyện của mình.

## Các tác phẩm

### Manga
| Tên | Năm       | Ghi chú |
| --- | --------- | --- |
| Awawa World (あわわワールド Awawa Wārudo) | 1977      | Không xuất bản, được gửi đến cuộc thi Monthly Young Jump. Được in vào năm 1983 trong bản tin của câu lạc bộ người hâm mộ Toriyama, Bird Land Press # 5 và 6                                                                |
| Mysterious Rain Jack (謎のレインジャック Nazo no Rein Jakku)                                                                                             | 1978      | Không xuất bản, được gửi đến cuộc thi Monthly Young Jump. Được in vào năm 1982 trong bản tin của câu lạc bộ người hâm mộ Toriyama, Bird Land Press # 3 và 4                                                                |
| Wonder Island (ワンダー・アイランド Wandā Airando) | 1978      | One-shot trên Weekly Shōnen Jump 1978 #52 |
| Wonder Island 2 (ワンダー・アイランド2 Wandā Airando Tsū)                                                                                                | 1978      | One-shot trên Weekly Shōnen Jump số đặc biệt tháng 1 năm 1979 |
| Today's Highlight Island (本日のハイライ島 Honjitsu no Hairai-tō)                                                                                        | 1979      | One-shot trên Weekly Shōnen Jump số đặc biệt tháng 4 năm 1979 |
| Tomato, Girl Detective (ギャル刑事トマト Gyaru Deka Tomato)                                                                                              | 1979      | One-shot trên Weekly Shōnen Jump số đặc biệt tháng 8 năm 1979 |
| Dr. Slump (Dr. スランプ Dokutā Suranpu) | 1980–1984 | 236 chương trên Weekly Shōnen Jump 1980 #5/6 - 1984 #39, được tập hợp thành 18 tankōbon, sau đó được tái tập hợp thành 9 aizoban vào năm 1990, 9 bunkoban vào năm 1995 và 15 kanzenban vào năm 2006                        |
| Pola & Roid | 1981      | One-shot trên Weekly Shōnen Jump 1981 #17. Tác phẩm này của Toriyama đoạt giải nhất trong cuộc thi "Jump Readers' Award" năm 1981                                                                                          |
| Escape | 1981      | One-shot trên Shōnen Jump số đặc biệt tháng 1 năm 1982 |
| Mad Matic | 1982      | One-shot trên Weekly Shōnen Jump 1982 #12. Bài dự thi của Toriyama trong cuộc thi "Jump Readers' Award" năm 1982 |
| Pink | 1982      | One-shot trên Fresh Jump số đặc biệt tháng 12 năm 1982 |
| Hetappi Manga Kenkyūjo | 1982–1984 | Một tankōbon, ban đầu được đăng định kỳ trên Fresh Jump |
| Chobit | 1983      | Hai one-shots trên Weekly Shōnen Jump và Fresh Jump |
| Dragon Boy (騎竜少年 Doragon Bōi) | 1983      | Hai one-shots trên Fresh Jump |
| The Adventure of Tongpoo (トンプー大冒険 Tonpū Dai Bōken)                                                                                                | 1983      | One-shot trên Weekly Shōnen Jump |
| Akira Toriyama's Manga Theater Vol.1 | 1983      | Một tankōbon, tổng hợp các one-shots đã được xuất bản trước đây |
| Dragon Ball | 1984–1995 | 519 chương và một chương phụ trên Weekly Shōnen Jump 1984 #51 - 1995 #25, được biên soạn thành 42 tankōbon, sau đó được tái tập hợp thành 34 kanzenban vào năm 2002 với phần kết được thay đổi và 18 sōshūhen vào năm 2016 |
| Mr. Ho (Mr.ホー) | 1986      | One-shot trên Weekly Shōnen Jump 1986 #49 |
| Lady Red | 1987      | One-shot trên Super Jump #2 |
| Kennosuke-sama (剣之介さま) | 1987      | One-shot trên Weekly Shōnen Jump 1987 #38 |
| Sonchoh | 1987      | One-shot trên Weekly Shōnen Jump 1988 #05 |
| Mamejirō (豆次郎くん Mamejirō-kun) | 1988      | One-shot trên Weekly Shōnen Jump |
| Akira Toriyama's Manga Theater Vol.2 | 1988      | Một tankōbon, tổng hợp các one-shots đã được xuất bản trước đây |
| Clear Skies, Karamaru (空丸くん日本晴れ Karamaru-kun Nihonbare)                                                                                          | 1989      | One-shot trên Weekly Shōnen Jump |
| Rocky | 1989      | Một one-shot dài bốn trang trên Dōjinshi (動じん誌), một doujinshi của họa sĩ manga Neko Jyu Jisha chuyên sưu tầm các tác phẩm của nhiều nghệ sĩ khác nhau                                                                 |
| Wolf | 1990      | One-shot, được xuất bản trong cuốn artbook Akira Toriyama: The World |
| Cashman – Saving Soldier (貯金戦士 CASHMAN) | 1990–1991 | Ba one-shots trên V Jump |
| Dub & Peter 1 | 1992–1993 | Bốn one-shots trên V Jump |
| Go! Go! Ackman | 1993–1994 | 11 one-shots trên V Jump |
| Alien X-Peke (宇宙人ペケ Uchūjin Peke) | 1996      | Hai chương trên Weekly Shōnen Jump |
| Tokimecha | 1996–1997 | Ba chương trên Weekly Shōnen Jump |
| Bubul and the Majin Village (魔人村のBUBUL Majin Mura no Bubul)                                                                                          | 1997      | One-shot trên Weekly Shōnen Jump. Tác phẩm chiến thắng của Toriyama trong cuộc thi "Jump Readers' Cup '97" được hồi sinh và trở thành nguyên mẫu cho loạt truyện Cowa!                                                     |
| Akira Toriyama's Manga Theater Vol.3 | 1997      | Một tankōbon, tổng hợp các one-shots đã được xuất bản trước đây |
| Cowa! | 1997–1998 | 14 chương đăng định kỳ trên Weekly Shōnen Jump, được tổng hợp thành một tankōbon |
| Kajika | 1998      | 12 chương đăng định kỳ trên Weekly Shōnen Jump, được tổng hợp thành một tankōbon |
| Mahimahi the Lungfish (ハイギョのマヒマヒ Haigyo no Mahimahi)                                                                                            | 1999      | One-shot trên Weekly Shōnen Jump |
| Neko Majin | 1999–2005 | Ba one-shots trên Weekly Shōnen Jump và năm one-shots trên Monthly Shōnen Jump, được tổng hợp thành một kanzenban |
| Hyowtam (ヒョータム Hyōtamu) | 2000      | One-shot được vẽ hoàn toàn trên máy tính cho E-Jump, một ấn bản đặc biệt của Weekly Shōnen Jump tập trung vào chủ đề điện tử                                                                                               |
| Sand Land | 2000      | 14 chương đăng định kỳ trên Weekly Shōnen Jump, được tổng hợp thành một tankōbon |
| This is the Police Station in front of Dragon Park on Planet Namek (こちらナメック星ドラゴン公園前派出所 Kochira Namekku-sei Dragon Kōen-mae Hashutsujo) | 2006      | Một chương của Super Kochikame (超こち亀 Chō Kochikame), trong đó Dragon Ball kết hợp với Kochira Katsushika-ku Kameari Kōen-mae Hashutsujo của tác giả Akimoto Osamu nhân kỷ niệm 30 năm ra mắt của Kochikame             |
| Cross Epoch | 2006      | One-shot trên Weekly Shōnen Jump, trong đó Dragon Ball kết hợp với One Piece của tác giả Oda Eiichiro |
| Dr. Mashirito – Abale-chan (Dr.MASHIRITO ABALEちゃん) | 2007      | One-shot trên Monthly Shōnen Jump |
| Sachie-chan Good!! (さちえちゃんグー!! Sachie-chan Gū!!)                                                                                                 | 2008      | One-shot trên Jump SQ, minh họa bởi Katsura Masakazu |
| Delicious Island's Mr. U (おいしい島のウーさま Oishii Shima no Ū-sama)                                                                                   | 2009      | One-shot trong cuốn pamphlet Saishū Senryaku Biosphere (最終戦略 バイオスフィア) thuộc 2030 Magazine |
| Jiya (JIYA -ジヤ-) | 2009–2010 | Ba chương trên Weekly Young Jump, minh họa bởi Katsura Masakazu |
| Kintoki (KINTOKI-金目族のトキ- Kintoki - Kinmezoku no Toki)                                                                                              | 2010      | One-shot trên Weekly Shōnen Jump |
| Jaco the Galactic Patrolman | 2013      | 11 chương đăng định kỳ trên Weekly Shōnen Jump, được tổng hợp thành một tankōbon |
| Dragon Ball Super | 2015–2024 | Hiện đang đăng định kỳ trên V Jump, minh họa bởi Toyotarou, đã được tổng hợp thành 24 tankōbon |

### Artbook
- Akira Toriyama: The World (鳥山明 the world? 10 tháng 1 năm 1990)
- Akira Toriyama: The World Special (鳥山明 THE WORLD SPECIAL? 19 tháng 9 năm 1990)
- The World of Akira Toriyama: Akira Toriyama Exhibition (鳥山明の世界 AKIRA TORIYAMA EXHIBITION? 1993)
- Dragon Ball Daizenshu: The Complete Illustrations (ドラゴンボール大全集１ COMPLETE ILLUSTRATIONS? Nhật Bản: 20 tháng 6 năm 1995; Bắc Mỹ: 21 tháng 10 năm 2008)
- Dragon Quest Monsters: Akira Toriyama Illustrations (ドラゴンクエストモンスターズ 鳥山明イラストレーションズ? 18 tháng 12 năm 1996)
- Dragon Quest 25th Anniversary Monster Encyclopedia (ドラゴンクエスト25thアニバーサリー モンスター大図鑑? 31 tháng 5 năm 2012)
- Dragon Ball: A Visual History (ドラゴンボール超画集? Nhật Bản: 9 tháng 5 năm 2013; Bắc Mỹ: 12 tháng 11 năm 2019)
- Akira Toriyama: Dragon Quest Illustrations  (鳥山明 ドラゴンクエスト イラストレーションズ? Nhật Bản: 27 tháng 5 năm 2016; Bắc Mỹ: 11 tháng 12 năm 2018)

### Anime
- Dr. Slump – Arale-chan (1981–1986, phim truyền hình) – ý tưởng gốc, dựa trên manga Dr. Slump
- Crusher Joe (1983, phim) – thiết kế trạm vũ trụ MAX 310[18]
- Dragon Ball (1986–1989, phim truyền hình) – ý tưởng gốc, dựa trên nửa đầu của manga Dragon Ball
- Kosuke & Rikimaru: The Dragon of Konpei Island (小助さま力丸さま -コンペイ島の竜-? 1988, phim) – ý tưởng gốc, kịch bản và thiết kế nhân vật
- Dragon Quest (1989–1991, phim truyền hình) – thiết kế nhân vật gốc
- Dragon Ball Z (1989–1996, phim truyền hình) – ý tưởng gốc, dựa trên nửa sau của manga Dragon Ball
- Pink: Water Bandit, Rain Bandit (Pink みずドロボウあめドロボウ Pinku Mizu Dorobō Ame Dorobō?, 1990, phim) – ý tưởng gốc, dựa trên manga Pink
- Kennosuke-sama (剣之介さま? 1990, phim) – ý tưởng gốc, dựa trên manga cùng tên
- Go! Go! Ackman (1994, phim) – ý tưởng gốc, dựa trên manga cùng tên
- Imagination Science World Gulliver Boy (1995, phim truyền hình) – thiết kế cơ khí
- Dragon Ball GT (1996–1997, phim truyền hình) – thiết kế nhân vật, tiêu đề và logo
- Doctor Slump (1997–1999, phim truyền hình) – ý tưởng gốc, dựa trên Dr. Slump
- Dr. Slump: Dr. Mashirito – Abale-chan (Dr.SLUMP Dr.マシリト アバレちゃん Dokutā Suranpu: Doctor Mashirito Abare-chan?, 2007, phim ngắn) – dựa trên manga cùng tên
- Blue Dragon (2007–2008, phim truyền hình) – thiết kế nhân vật gốc
- Dragon Ball: Yo! Son Goku and His Friends Return!! (2008, phim ngắn) – ý tưởng gốc, cốt truyện
- Dragon Ball Kai (2009–2011, 2014–2015, phim truyền hình) – ý tưởng gốc, dựa trên nửa sau của Dragon Ball.
- Dragon Ball Z: Battle of Gods (2013, phim) - ý tưởng gốc, cốt truyện và thiết kế nhân vật
- Dragon Ball Z: Resurrection 'F' (2015, phim) - ý tưởng gốc, kịch bản, thiết kế nhân vật và tiêu đề
- Dragon Ball Super (2015–2018, phim truyền hình) – ý tưởng gốc, cốt truyện, thiết kế nhân vật và tiêu đề
- Dragon Ball Super: Broly (2018, phim) - ý tưởng gốc, kịch bản và thiết kế nhân vật
- Dragon Ball Super: Super Hero (2022, phim) - ý tưởng gốc, kịch bản và thiết kế nhân vật

### Trò chơi điện tử
- Series Dragon Quest (1986–nay) – thiết kế nhân vật
- Dragon Ball: Shenlong no Nazo (1986) – thiết kế một số nhân vật bao gồm Kuririan (クリリアン?)[19]
- Famicom Jump II: Saikyō no Shichinin (1991) – thiết kế quái vật trùm
- Chrono Trigger (1995) – thiết kế nhân vật và bối cảnh. Cùng với Toei Animation, ông ấy và studio của mình đã tạo ra các đoạn cắt cảnh hoạt hình dành cho hệ máy PlayStation 1999
- Tobal No. 1 (1996) – thiết kế nhân vật
- Tobal 2 (1997) – thiết kế nhân vật
- Blue Dragon (2006) – thiết kế nhân vật
- Blue Dragon Plus (2008) – thiết kế nhân vật
- Blue Dragon: Awakened Shadow (2009) – thiết kế nhân vật và lồng tiếng cho nhân vật Toripo
- Chōsoku Henkei Gyrozetter (2012) – thiết kế nhân vật Beeman 500SS[20]
- Dragon Ball FighterZ (2018) – thiết kế nhân vật Android 21
- Dragon Ball Legends (2018) – thiết kế các nhân vật Shallot (シャロット Sharotto?) và Zahha (ザッハ?)[21]
- Jump Force (2019) – thiết kế một số nhân vật gốc
- Dragon Ball Z: Kakarot (2020) – thiết kế nhân vật Bonyū

### Các tác phẩm khác

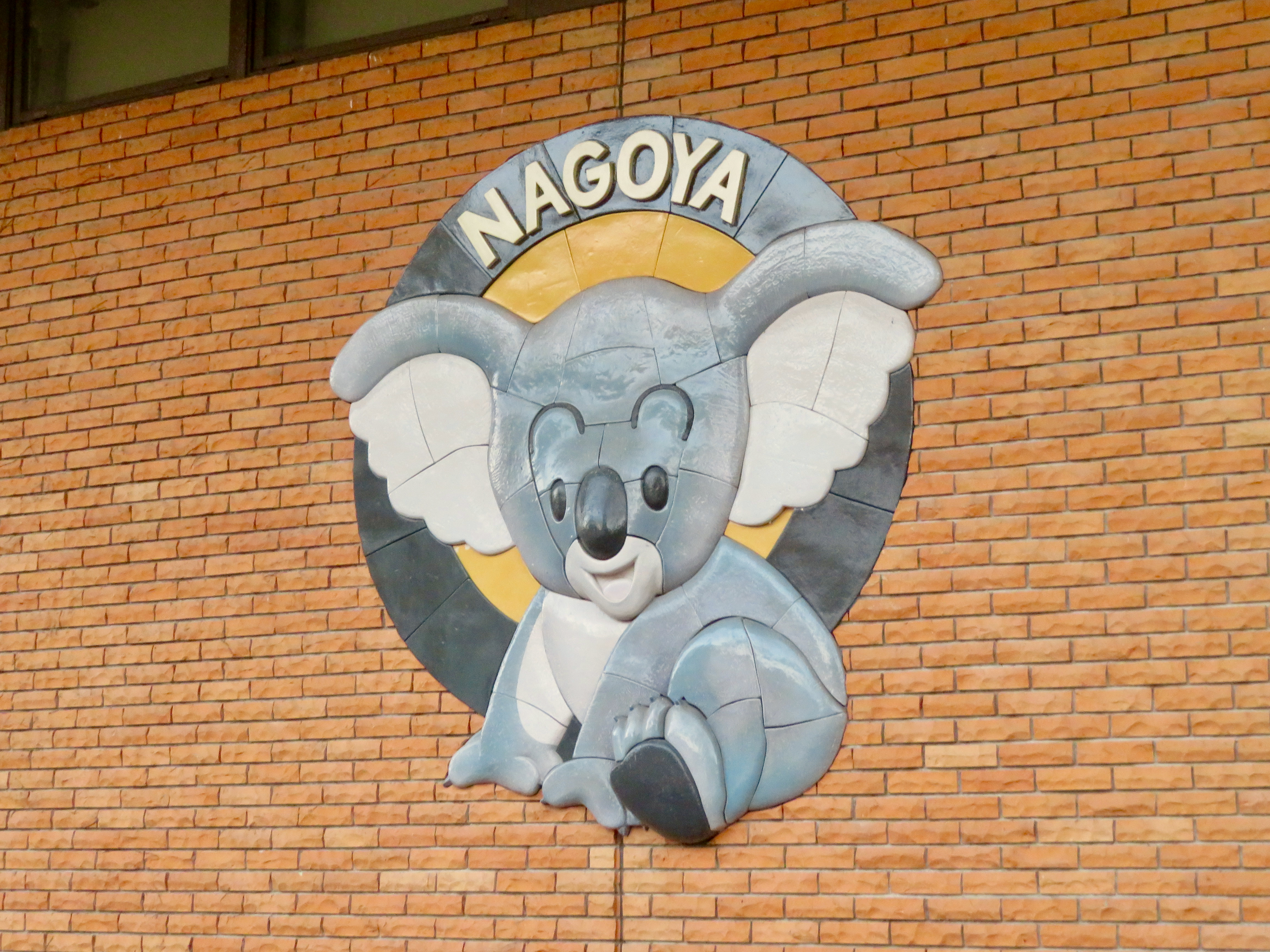
Logo do Toriyama thiết kế cho một cuộc triển lãm gấu túi tại Vườn thú và vườn thực vật Higashiyama

- Fuel Album (album của George Tokoro, 1981) – thiết kế hình minh họa[22]
- Fire! Staff Tripper (燃えよ!フトリッパー? đĩa đơn của Sakuma Akira, 1982) – thiết kế bìa album
- Polkadot Magic (album của Koyama Mami, 1984) – thiết kế bìa album, viết lời bài hát "Crilla" và "Helicopter"[23]
- Vườn thú và vườn thực vật Higashiyama (1984) – thiết kế logo cho một cuộc triển lãm gấu túi tại vườn thú[24]
- Fine Molds (1985) – minh họa bao bì và hướng dẫn cho mô hình figure Lisa[25]
- Dakara Bike Daisuki! (だからバイク大好き！? sách của Takachiho Haruka, 1986) – minh họa bìa sách[26]
- Apple Pop (アップルポップ? phim ngắn chiếu trên chương trình truyền hình Hirake Ponkikki, 1988) – thiết kế nhân vật
- V Jump (1990) – thiết kế nhân vật V Dragon (V龍?) cho tạp chí,[27] về sau nhân vật này xuất hiện trong các trò chơi điện tử Dragon Quest X (2012),[28] Gaist Crusher (2013) và Monster Strike (2014)[29]
- Weekly Jump F-1 Club (1990) – thiết kế linh vật Wins-kun (ウインズくん?) cho tạp chí Weekly Shōnen Jump[30]
- Fine Molds (1991) – thiết kế linh vật cho nhà sản xuất mô hình Goshikiken (五式犬?)[31]
- Super Sense Story (tài liệu về an toàn giao thông đường bộ của Honda, 1991) – thiết kế nhân vật[32]
- Fine Molds (1994) – thiết kế 7 dòng mô hình World Fighter Collection, bao bì và hướng dẫn của chúng[33]
- V-Net (1994) – thiết kế các linh vật Dr. Tobo (Dr.トボ?) và Happy 1 (ハッピー1?) cho tạp chí Weekly Shōnen Jump[34][35]
- Souvenirs entomologiques (sách của Jean-Henri Fabre, 1996) – minh họa bìa cho bản dịch tiếng Nhật của ấn bản Shūeisha Bunko[36]
- Bitch's Life Illustration File (artbook, 2001) – thiết kế hình minh họa[37]
- Shūeisha (2002) – thiết kế nhân vật Rīdon (リードン?) cho lễ kỷ niệm 25 năm thành lập Shūeisha Bunko[38]
- Toccio the Angel (てんしのトッチオ Tenshi no Totchio?, sách thiếu nhi, 2003) – viết và minh họa cho cuốn sách[39]
- QVOLT (ô tô điện, 2005) – thiết kế ô tô
- Jump Shop (2005) – thiết kế nhân vật Janta (ジャンタ?) cho cửa hàng trực tuyến của Weekly Shōnen Jump[40]
- Rule/Sparkle (đĩa đơn của Hamasaki Ayumi, 2006) – minh họa ca sĩ Hamasaki Ayumi trong vai Son Goku, được in trên phiên bản CD và DVD
- Ichigo Dōmei (苺同盟? sách của Chiaki, 2007) – minh họa về Chiaki cho bìa sách[41]
- Weekly Shōnen Jump (2009) – thiết kế nhân vật Kaizo-kun (KAIZOくん?) cho trang web của tạp chí[42]
- Invade (album của Jealkb, 2011) – bìa album
- Journey to the West: Conquering the Demons (2014) – minh họa nhân vật Tôn Ngộ Không cho áp phích phim phát hành tại Nhật Bản[43]
- My Jump (2016) – thiết kế các nhân vật Mai (マイ?) và Honbot (ホンボット?) cho ứng dụng trên thiết bị di động[44]

## Qua đời
Ngày 8 tháng 3 năm 2024, người thân của Toriyama thông báo ông đã qua đời trước đó một tuần (ngày 1 tháng 3 năm 2024). Gia đình hoàn tất tang lễ riêng tư, theo ý nguyện của họa sĩ. Theo The Guardian, ông qua đời do tụ máu dưới màng cứng cấp tính. Thông tin này được xác nhận bởi Bird Studio - Công ty manga (truyện tranh) do Toriyama thành lập vào năm 1983. Bird Studio cho biết tang lễ của Toriyama được tổ chức kín đáo theo mong muốn của nghệ sĩ. Gia đình không nhận hoa, lễ vật hay quà chia buồn. Hiện công ty và người thân của ông cũng chưa có kế hoạch thực hiện buổi tưởng nhớ cho khán giả.
Sau khi tin tức ông qua đời được công bố nhiều chính khách trên thế giới bao gồm Tổng thống Pháp, Tổng thống El Salvador, Bộ Ngoại giao Trung Quốc, Chánh Văn phòng Nội các Nhật Bản,... và nhiều diễn viên nổi tiếng như Thành Long, Nozawa Masako (seiyu lồng tiếng cho các nhân vật Son Goku, Son Gohan, Son Goten), Horikawa Ryō (seiyu lồng tiếng cho nhân vật Vegeta),... đã bày tỏ niềm tiếc thương đối với Toriyama trên mạng xã hội. Nhiều tác giả manga nổi tiếng cũng đã gửi lời tiếc thương trong bài điếu văn gửi đến Toriyama. Tác giả One Piece Oda Eiichirō đã viết: "Quá sớm. Một lỗ hổng để lại quá lớn. Bởi vì chúng tôi yêu thầy Toriyama đến tận xương tủy". Tác giả Naruto Kishimoto Masashi đã tri ân người tiền bối của mình rằng: "Thầy luôn là ngôi sao dẫn đường của tôi. Tôi ngưỡng mộ ông ấy. Ông ấy thực sự là vị thần cứu rỗi manga đối với tôi". Họa sĩ vẽ chính cho bộ manga Dragon Ball Super của Toriyama Toyotarou đã nói: "Tôi vẽ manga vì muốn được thầy Toriyama khen ngợi. Đó là tất cả của tôi".